# 黄大仙祠 (香港)
黄大仙祠（こうだいせんし）は香港の九龍黄大仙区にある寺院。

## 概要
正式な名称は赤松黄大仙祠または嗇色園黄大仙祠で、単に黄大仙祠（こうだいせんし、広東語読みウォンタイシンチ、北京語読みホァンダーシェンツー）とも呼ばれる。道教と仏教、そして儒教が習合しており、本尊は黄初平（晋時代の仙人）、観世音菩薩、そして孔子である。主に病気平癒祈願の寺院として信仰を集めている。
1915年（民国4年）、広東省出身の梁仁菴によって創建された。当初は現在の九龍地区繁華街に当たる乍畏街にあり、薬局が併設されていたが、火災に遭い神託によって1921年（民国10年）に当地に移転した。
建築様式は庭園をはじめとして中国の典型的な寺院建築を踏襲しており、陰陽五行説に従った池の配置や様々な彫刻で知られる。また、祠の外周に100を超える占い師や風水グッズを扱う店が軒を連ねる「黄大仙答（簽）品哲理中心」があることでも有名である。
2008年12月に、インターネットを通じた「網路上祈福」を始めたことで話題となった。

## アクセス
MTR観塘線黄大仙駅から徒歩3分。
位置：北緯22度20分34.25秒 東経114度11分35.92秒 / 北緯22.3428472度 東経114.1933111度

## 画像

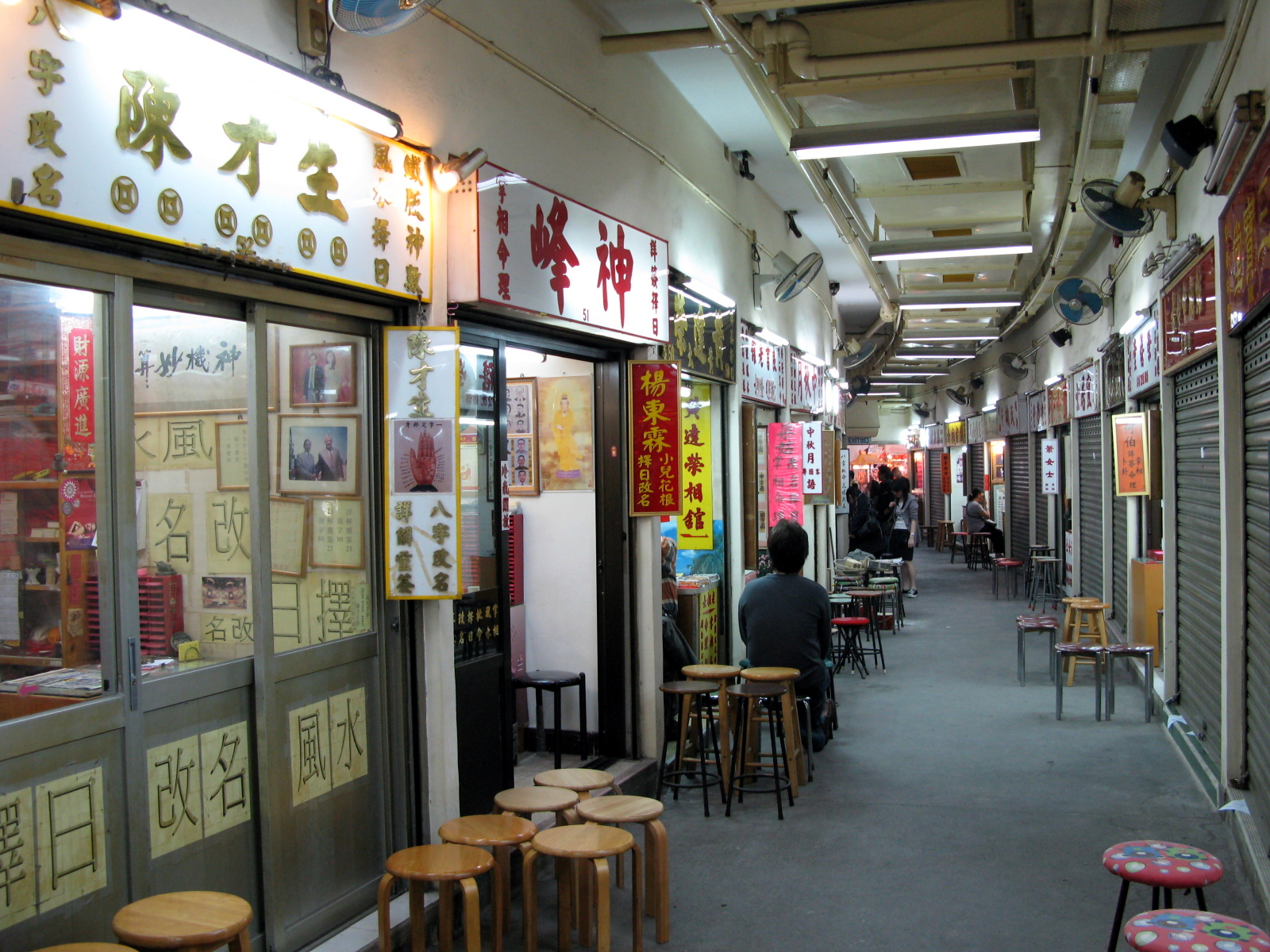
黄大仙答品哲理中心
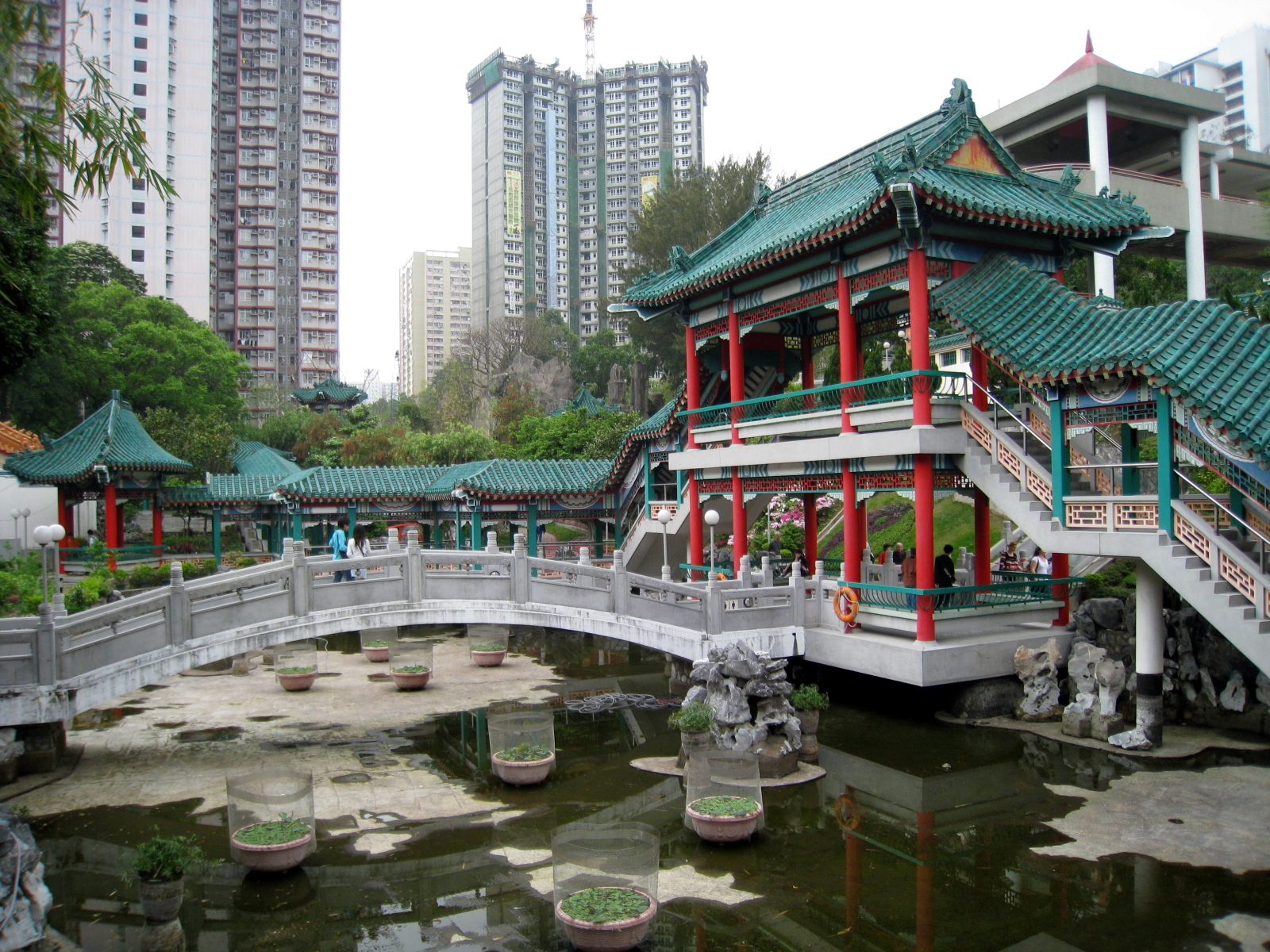
庭園の様子